# Maurice Decroix
Pour les articles homonymes, voir Decroix.
Maurice Decroix (Lille, 13 janvier 1878 - Neuilly-sur-Seine, 15 juillet 1936) est un artiste peintre et dessinateur de l'École française, sociétaire du Salon des artistes français.

## Biographie
Maurice Decroix est né à Lille le 13 janvier 1878. Il est issu d'une famille de bourgeoisie ancienne, à forte vocation artistique, connue depuis la fin du XVIIe siècle dans le Nord de la France, descendant des Van Blarenberghe, illustre dynastie de peintres lillois au XVIIIe siècle. Fils de Pierre Decroix, gérant de la banque Verley, Decroix et Cie qui sera acquise plus tard par le Crédit du Nord, et de Gabrielle Plaideau, il vécut une enfance paisible, entouré par quatre frères et trois sœurs. En 1904, il épouse à Lille Germaine Wallaert, fille de Maurice Wallaert et de Mariette Barrois, puissants industriels lillois du début du XXe siècle, avec laquelle il aura six enfants.
Ses études de lettre terminées, il s'oriente, en 1910, vers un poste de commanditaire à la banque familiale. Prisonnier au début de la Première Guerre mondiale, Maurice Decroix passe deux ans au camp de Friedrichsfeld, en Allemagne. En 1916, à sa libération, il rejoint sa femme et ses enfants à Berne puis, en 1919, s'installe à Paris au 105 rue du Faubourg-Saint-Honoré. Il travaille pour l'antenne parisienne de la Banque jusqu'en 1925 avant d'en démissionner et d'abandonner toute activité professionnelle.
À partir de 1925 et pendant les onze années qui vont suivre, il décide de se consacrer entièrement à la peinture. Il voyage beaucoup, surtout en France. Il écrit un livre, La Boîte de pilules, un recueil de remarques sur les personnages qui l'entourent. Il conçoit également « le jeu de l'escargot facétieux », un jeu de l'oie qui témoigne de l'originalité de son tempérament.
Il profite de ses périodes de vacances estivales pour dessiner. Il peint alors ses premières huiles et pastels. Linoire, manoir corrézien situé à Turenne, qu'il acquiert avec son ami Étienne Crespel en 1920, est une de ses sources d'inspiration préférées.
En 1925, il fait la connaissance de l'écrivain Paul Léautaud (auteur du livre Le Petit Ami), qui retracera le récit de leur rencontre dans ses mémoires. Il est également proche du peintre Jean Baltus, avec lequel il noue une solide amitié. En 1930, Maurice Decroix se rapproche du milieu artistique parisien et se lie à Antonia de la Gandara, fille du peintre Antonio de la Gandara (élève de Gérôme, Cabanel et Boudard). Antonia est responsable de la Galerie Gabriel Lorie, 19 quai Voltaire (aujourd'hui galerie Altero). C'est elle qui l'encourage à parfaire sa technique aux Beaux-Arts et à la Grande-Chaumière
Il expose en 1929 au Salon des artistes français la toile Le Quai des orfèvres. En 1931, l'exposition au Salon d'automne, cour des chaudronniers, à laquelle il présente plusieurs tableaux dont Les Chaumes, lui vaut son inscription au dictionnaire des peintres, sculpteurs, dessinateurs et graveurs : Bénézit (Gründ).
Il meurt, à Paris en 1936 à Neuilly-sur-Seine.
Homme d'esprit, brillant dessinateur, écrivain, Maurice Decroix cultivait une ironie exacerbée et l'amour du paradoxe qui lui valurent quelques inimitiés dans son entourage. Attaché aux objets en tous genres que ses descendants ont conservés, il les mettra souvent en scène dans des natures mortes, le plus souvent peintes à l'huile.
Il laisse le souvenir d'un homme raffiné, doté d'une étonnante répartie. En somme, celui d'un  brillant touche-à-tout, fantaisiste et doué.
En 2003, son arrière-petit-fils, François Dubrule a publié son catalogue raisonné et créé l'Association "Comité Maurice Decroix", dont il est le Président.